# Najas filifolia
Najas filifolia är en dybladsväxtart som beskrevs av Robert Ralph Haynes. Najas filifolia ingår i släktet najasar, och familjen dybladsväxter. Inga underarter finns listade.